# Zhong Hui
En aquest nom xinès, el cognom és Zhong.
Zhong Hui (225-264 EC) va ser un general militar de Cao Wei durant l'era dels Tres Regnes era of història xinesa. Ell era el fill de Zhong Yao, un cal·lígraf i polític de Cao Wei.
Zhong va tenir un paper significatiu en la conquesta de Shu Han per part de Cao Wei. Zhong i Deng Ai eren iguals en rang oficial durant la campanya contra Shu Han, però Zhong sempre es va considerar més hàbil i expert que Deng. Més tard es va fer amic del general de Shu Han, Jiang Wei, i va conspirar per rebel·lar-se en contra de Deng, però va fallar i va morir en el 264.